# 東海医療工学専門学校

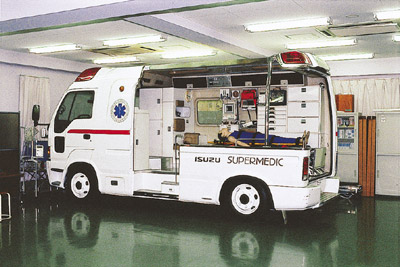
実習用の救急車カットモデル

東海医療工学専門学校（とうかいいりょうこうがくせんもんがっこう）は、愛知県みよし市三好丘旭三丁目にある私立専修学校。

## 概要
運営母体は学校法人セムイ学園。共通の学校法人が運営する系列校に東海歯科医療専門学校、東海医療福祉専門学校、東海医療科学専門学校がある。医療・福祉系の国家資格に特化して養成を行っている。

## 設置コース
- 救急救命科（昼間2年課程）

## 取得受験資格
- 救急救命士

## 所在地
- 愛知県みよし市三好丘旭三丁目1番地3